# Proclama di emancipazione
Il Proclama di Emancipazione è un documento composto da due ordini esecutivi promulgati dal presidente degli Stati Uniti Abraham Lincoln durante la guerra civile americana ed emesso il 1º gennaio 1863.

## Contenuti
Il primo ordine esecutivo, emanato il 22 settembre 1862, decretava la liberazione di tutti gli schiavi dai territori degli Stati Confederati d'America a partire dal 1º gennaio 1863. Il secondo ordine elencava formalmente una lista di dieci stati nei quali il primo ordine doveva essere applicato. Lincoln proclamò questi due ordini esecutivi in qualità di Comandante in capo dell'esercito e della marina secondo l'articolo II, sezione 2ª della Costituzione degli Stati Uniti.

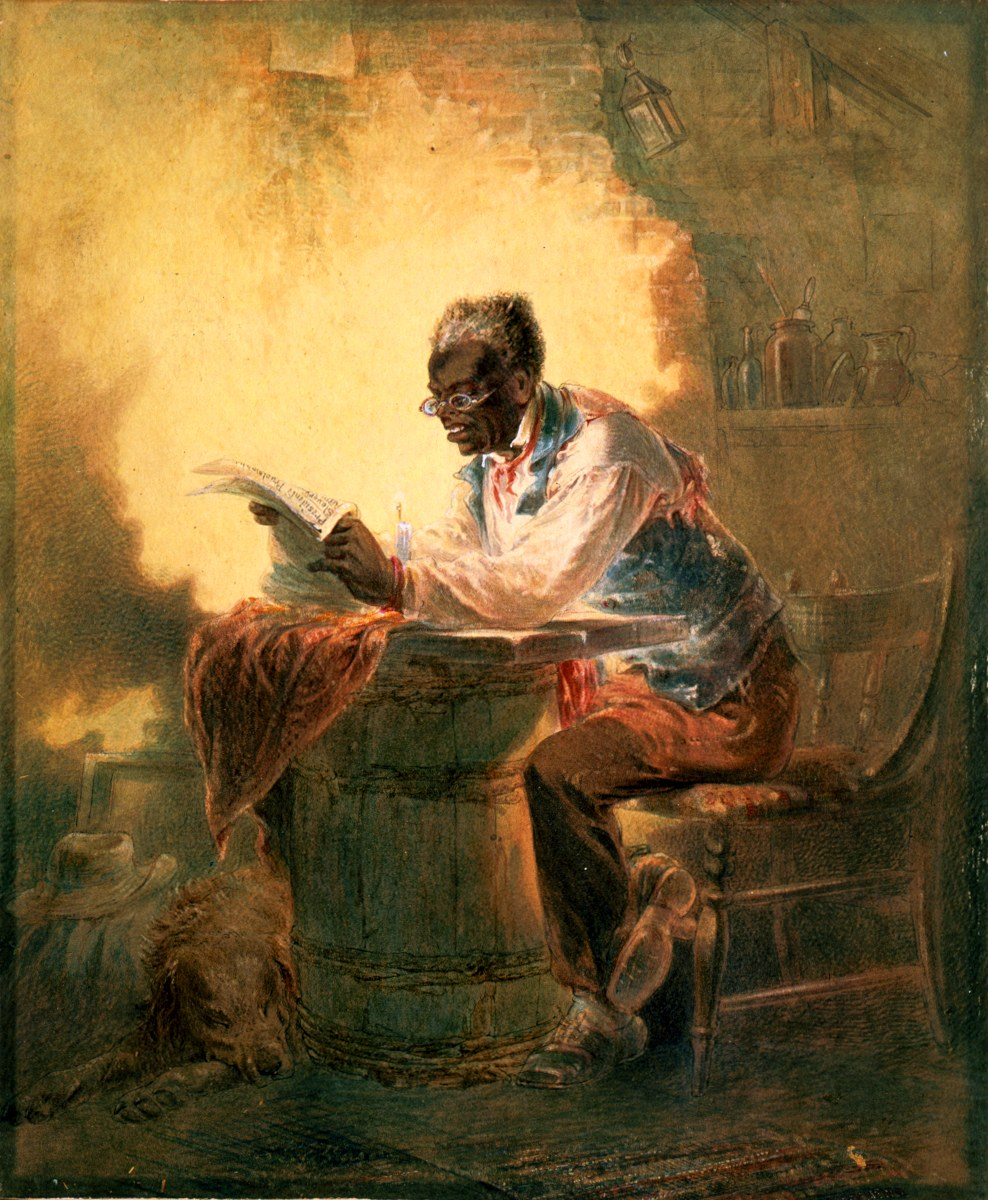
Acquerello del pittore statunitense Henry Louis Stephens, dipinto intorno al 1863, che raffigura in maniera celebrativa un anziano uomo di colore che legge a lume di candela il Proclama di Emancipazione

Il proclama non faceva cenno alcuno ai cosiddetti border states, ovvero i quattro Stati confinanti del Kentucky, Missouri, Maryland e Delaware, che non avevano aderito alla secessione, ma che al contempo praticavano l'istituzione dello schiavismo. Nel Proclama veniva invece nominato lo stato della Virginia, con l'eccezione di 48 contee, le stesse che avrebbero poi dato vita alla Virginia Occidentale.

## Critiche
Al tempo della sua dichiarazione il Proclama di Emancipazione venne duramente criticato dai contemporanei, che accusavano il presidente Lincoln di voler liberare gli schiavi, imponendo la volontà dello Stato Federale, in territori sui quali gli abolizionisti dell'Unione non avevano alcun potere giurisdizionale; tuttavia, benché molti schiavi (ai quali il Proclama era rivolto) non furono liberati immediatamente, esso ebbe effetto immediato solo nei territori della Confederazione sotto il controllo dell'esercito dell'Unione, dove vennero liberati dai 25.000 ai 75.000 schiavi.
Inoltre il Proclama può essere considerato lo strumento legislativo grazie al quale furono successivamente liberati circa altri quattro milioni di persone entro il luglio del 1865. Verso la fine del conflitto vi furono numerose rimostranze da parte degli abolizionisti, che sottolinearono come gli schiavi fossero stati liberati applicando una misura di strategia bellica, non dichiarando quindi apertamente la pratica dello schiavismo come una pratica illegale. Questa osservazione non fu del tutto inesatta, poiché alla fine della guerra, nonostante molti degli ex-Stati confederati fossero sotto l'autorità unionista, continuarono tuttavia a praticare l'istituzione dello schiavismo fino a quando, il 18 dicembre 1865, essa non fu dichiarata fuorilegge e quindi abrogata dal XIII emendamento.

## Origini storiche del Proclama
Secondo la cosiddetta Fugitive Slave Law del 1850, gli schiavi fuggitivi dovevano essere riconsegnati ai legittimi proprietari. Durante il conflitto tuttavia, molti comandanti militari dell'Unione, primo fra tutti il generale Benjamin Butler, considerarono gli schiavi fuggiaschi "prede di guerra" ed in base a questo principio, si rifiutarono di applicare la legge del 1850. Poiché questa pratica in maniera indiretta riconosceva gli stati confederati come nazioni separate e sottoposte a leggi internazionali, Lincoln si oppose ad essa al punto tale da destituire i comandanti militari che, sostenendo di avere giurisdizione sugli schiavi liberati, si opponevano alla loro restituzione.
La politica dei Repubblicani sull'abolizionismo era decisamente molto cauta, tuttavia già il 13 marzo 1862 Lincoln ordinò ai comandanti militari di non restituire più gli schiavi liberati, e il 10 aprile di quello stesso anno stabilì un indennizzo a tutti i proprietari di schiavi come risarcimento per la loro liberazione. In base a questo proclama il 16 aprile 1862 tutti gli schiavi nel territorio del Distretto della Columbia vennero liberati e gli schiavisti ricevettero l'indennizzo previsto per legge. Il 19 giugno 1862 il Congresso proibì formalmente lo schiavismo in tutto il territorio degli Stati Uniti d'America. Con questa ultima scelta esso si opponeva formalmente alla decisione della Corte Suprema del 1857 e promulgata nel Caso Dred Scott contro Sandford secondo la quale il Congresso non aveva i poteri legittimi per proibire l'istituzione dello schiavismo nel territorio degli Stati Uniti.
Nel gennaio 1862 il leader repubblicano alla Camera dei Rappresentanti Thaddeus Stevens, si appellò per una guerra totale contro i confederati che doveva comprendere anche la confisca e la conseguente liberazione degli schiavi, prevedendo in questo modo di privare la confederazione (e quindi gli Stati del Sud) di preziosa forza lavoro, mettendone in ginocchio il sistema produttivo ed economico. La risposta ebbe luogo nel luglio dello stesso anno, quando Lincoln in persona ratificò il Second Confiscation Act, con il quale si sanciva la liberazione di tutti gli schiavi tenuti in possesso dai ribelli unionisti.
Una presa di posizione netta contro la schiavitù era una mossa politica molto pericolosa, nonostante le forti pressioni degli abolizionisti, che il 7 settembre 1862 organizzarono a Chicago una sfilata oceanica che chiedeva l'immediata abolizione dello schiavismo e la liberazione di tutti gli schiavi. Una delegazione abolizionista, capitanata da William Weston Patton, fu ricevuta il 13 settembre 1862 alla Casa Bianca dal presidente Lincoln, il quale tentò di temporeggiare poiché sapeva che la posizione abolizionista era osteggiata dalla maggior parte dell'opinione pubblica ed era criticata politicamente dai democratici copperheads così come dagli Stati rimasti neutrali, come il Delaware ed il Maryland, che avevano percentuali altissime di forza-lavoro basata sugli schiavi.
Lincoln aveva precedentemente discusso la questione politica con il suo gabinetto, al quale manifestò la volontà di attendere il verificarsi di un considerevole vantaggio militare da parte dell'Unione, prima di intraprendere qualsiasi iniziativa politica nettamente abolizionista. L'occasione si presentò con la battaglia di Antietam del 17 settembre 1862, quando l'Unione riuscì a scongiurare il tentativo di invasione del Maryland da parte dei Confederati. Fu così che il 22 settembre Lincoln presentò una bozza del Proclama di Emancipazione al suo Vicepresidente, Hannibal Hamlin, un fervente abolizionista, tenuto spesso all'oscuro delle decisioni presidenziali, per poi pronunciare la versione definitiva il 1º gennaio 1863.